# ボディコン

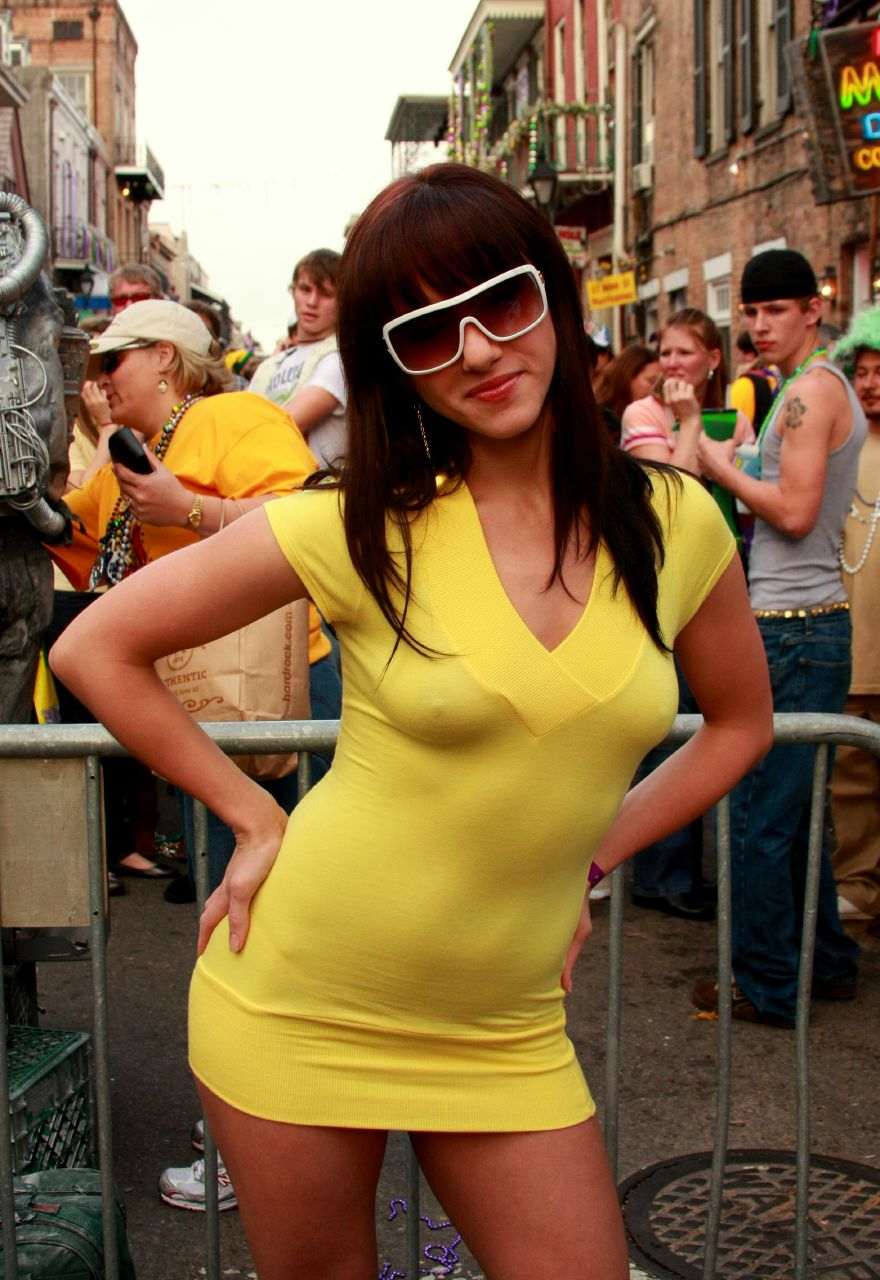
黄色のボディコンワンピース

ボディコンとはニットなど体に密着する素材を使って体線（ボディ・ライン）を隠さずに目立たせるために着られる服（商業・広告用のミニのワンピースなど）または服を着ることでボディ・ラインが目立つ体形である。
このボディコンという語は ボディ・コンシャス（body-conscious：「体を意識している」）の略語であり、特にボディラインに密着するものはクロース・トゥ・ザ・ボディ（close to the body）と形容され、これはボディラインを隠すオフ・ボディの対極に当たる。英語圏ではファッション以外にも使われている。
ボディコン・ファッションで踊る女性はボディコン・ギャルと呼ばれている。

## 歴史

### 前史
1970年代後半のオイルショック後より始まる健康ブームの中で、1981年頃よりはレオタードなどを着用したエアロビクスのブームが始まり、それに伴ってフィットネスクラブも増え、ボディへの注目が高まっていった。
また1982年（昭和57年）には既に大手繊維メーカーの東洋紡よりボディ・コンシャスを意識した水着「Sexy Sun」が発表されていた。

### 流行期
1985年開催のパリ・コレクション 1986年春夏においてストラクチュア・シェープ・デザインが多い中でアラブ系デザイナー「アズディン・アライア」のボディ・コンシャス・デザインのドレスが注目され、1986年より世界でボディ・コンシャス・スタイルが浸透していった。日本では略してボディコンとも呼ばれていった。
ピンキー&ダイアン（Pinky&Dianne、「ピンダイ」とも）などの DCブランドからも、さらにシルエットをシェイプしたスタイルのボディコンファッションが生まれた。元々は女性の自己主張、解放を目指すファッションの動きの一つでもあったが、日本では主に遊び着として広まり、特に1980年代のバブル期以降にブームとなった。
1989年春頃には大阪などにおいて蛍光色のボディコン・ファッションであるイケイケファッションが流行し、1990年夏にはこのブームが東京へと拡大していった。このファッションを身に付けた女性はイケイケギャルと呼ばれていた。
次いで1991年にオープンした東京・芝浦のディスコ、ジュリアナ東京 にはワンレン・ボディコン・爪長・トサカ前髪、といったファッションの女性が多く集まり、これはマスコミでも話題になって一世を風靡していった。ボディコンファッションでディスコのお立ち台に立つ女性はお立ち台ギャルと呼ばれていた。荒木師匠こと荒木久美子に代表される、ジュリアナ扇子（通称「ジュリ扇」）を合わせたファッションのタレントもこの時期のメディアにしばしば登場した。

## 批評・批判
フェミニストの上野千鶴子は1989年出版の著書『スカートの下の劇場』の中で、ボディコン・ギャルの意識を見て「女がどのくらい自分の身体にとらわれ、身体に封じこめられているかがわかる」「女の身体像が予め奪われている」と批評した。

## 関連作品
- アニメ及びアニメ化された作品
  - 『GS美神』[13]（1993年-1994年、朝日放送・テレビ朝日系） - 1991年〜1999年に週刊少年サンデーで連載の少年漫画『GS美神 極楽大作戦!!』（椎名高志）のテレビアニメ版[13]
- その他の漫画作品
  - 『ボディコン刑事』[14]（井上恵美子） - 女性漫画誌『Judy』連載[14]